# تری مک‌لافلین
تری مک‌لافلین (انگلیسی: Terry McLaughlin؛ زادهٔ july ۲۴, ۱۹۵۶ (۶۸ سال)) ملوان اهل کانادا است.